# Ульпии
У́льпии (лат. Ulpii) — древнеримский плебейский род, из которого происходил император Траян.
По свидетельству Евтропия, принадлежал к числу более древних, чем знаменитых. Его родиною была основанная Сципионом Африканским Италика. Из его представителей наиболее известны:
- Марк Ульпий Траян (Marcus Ulpius Traianus, прибл. 30—100 годы до н. э.) — отец императора Траяна, сын Трая, усыновлённого одним из Ульпиев; занимал должность консула (в каком году — неизвестно); в качестве проконсула был наместником Сирии и удачно воевал с парфянами; в 79 г. состоял наместником Азии.[1]

- Луций Ульпий Марцелл (Marcellus, Lucius Ulpius, II век) — римский юрист, советник (consilarius) императора Антонина Пия и Марка Аврелия, автор сочинений: «Digestorum libri XXXI» (из них в Дигестах Юстиниана сделаны 128 извлечений); «Notae ad Juliani digesta»; «Ad legem Juliam et Papiam libri VI»; «Responsorum liber singularis»; «De officio consulis».[1]

- Ульпий Юлиан — при Каракалле был магистром цензов (magister census[2]), при Макрине — префектом претория (praefectus praetorio; 217? — 218 годы службы). Посланный Макрином в лагерь при Эмесе (Сирия), был убит собственными солдатами.[1]